# آنری فان کرکهووه
آنری فان کرکهووه (انگلیسی: Henri Van Kerckhove؛ ۶ سپتامبر ۱۹۲۶ – ۴ نوامبر ۱۹۹۹) دوچرخه‌سوار اهل بلژیک بود.
وی در مسابقات کشوری و بین‌المللی در مجموع برندهٔ ۱ مدال برنز شده‌است.